# 約瑟夫·馬索普斯特

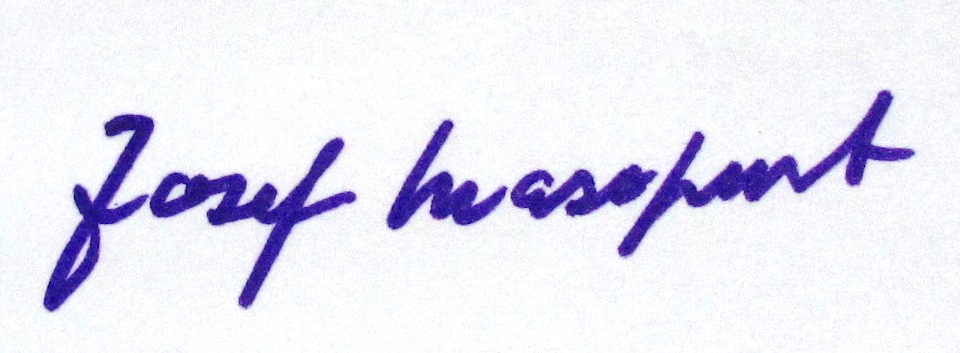
2011年簽名

約瑟夫·馬索普斯特（捷克語：Josef Masopust，1931年2月9日—2015年6月29日），捷克足球運動員、教練，他曾帶領所屬的國家隊踢進了1962年世界盃足球賽決賽，被譽為捷克最偉大的足球員之一。

## 生平
2015年6月29日上午，因長期疾病於故鄉過世。